# Pranayama
El término sánscrito prāṇāyāma o pranaiama o pranayama (‘control de la respiración’) designa los ejercicios respiratorios del yoga que conducen a la concentración y control del prana (energía vital o sutil que circula por los nadis y está contenida en la respiración dentro del organismo). Los pranāyāma se describen en textos hindúes como el Bhagavad Gita y los Yoga-sutra de Patañjali. Más tarde, en los textos del Hatha-yoga-pradípika, significó la suspensión completa de la respiración.
En chino, el término chi, es el equivalente al prana que describieron los rishis de la civilización védica.[cita requerida]

## Nombre
- prāṇāyāma, en el sistema AITS (alfabeto internacional para la transliteración del sánscrito).[6]
- प्राणायाम, en escritura devanagari del sánscrito.[6]
- Pronunciación: /pranáiama/ o /pranaiáma/.[6]

### Etimología
El término sánscrito pranaiama significa ‘control de la respiración’ o ´dirigir la respiración´.
- prāṇá: aire, respiración, vida, aire inspirado, fuerza vital[7]
- iāma: controlar o dirigir.

Según algunos grupos de yoga,  pranaiama significaría ‘expansión de la respiración’:
- prāṇá: respiración;
- āiāma: estirar, extender; detener; expandir la longitud (ya sea en el espacio o en el tiempo), la duración de una respiración

## Práctica
Durante el momento del sandhiá (las divisiones del día: el amanecer, el mediodía y el atardecer) se realizan tres ‘ejercicios de respiración’ que son:
- pūraka
- rechaka
- kumbhaka

En las prácticas yóguicas existen varios tipos de pranayamas, los cuales tienen sus diferencias, tanto en la aplicación como en el objetivo:
| Tipo de Pranayama              | Traducción                            | Procedimiento | Utilidad |
| ------------------------------ | ------------------------------------- | --- | --- |
| Ujjayi                         | "Ser victorioso"                      | Es la inhalación de aire por la boca con la contracción de la glotis del cuello, y luego se exhala suave y profundamente formando un HA mientras el aire sale. Puede realizarse en casi cualquier postura.                                                                   | Según el folclore hindú la continuada práctica de Ujjayi puede calentar el cuerpo y llenarlo de prana. Oxigena el cuerpo y lo relaja.                                                                                  |
| Kapalabhati                    | "Purificación de la frente"           | Es la inhalación y exhalación rápida pero profunda de aire a los pulmones por una decena de veces, seguida por una respiración profunda con retención larga y posteriormente una exhalación rápida dirigiendo la atención al corazón.                                        | Es uno de los métodos hindúes de purificación llamados "bhatis", según los practicantes se puede lograr con ello una hiperoxigenación y mejora de la circulación sanguínea, además de la purificación del Ajna chakra. |
| Bhastrika                      | "Fuelle"                              | Es igual al kapalabhati, pero con la diferencia de que en este se necesita visualizar la energía que sube por la columna vertebral y baja al corazón, además de utilizar métodos como Jalandhara Bandha y Mula Bandha.                                                       | Es un método que presume de tener el poder de purificar los nadis y los chakras para su buen funcionamiento. |
| Anuloma-viloma o Nadi Shodhana | "Alimentación"                        | Es una respiración en la que se obstruyen las fosas nasales con los dedos, primero una y luego otra, se inspira por la derecha, se retiene y luego se exhala por la izquierda, y después en dirección contraria.                                                             | Este método es una forma básica de pranayama; es útil según los practicantes para relajarse y transformar sus emociones.                                                                                               |
| Surya bhedana                  | "Canal solar" "Vitalidad estimulante" | Es igual que el Anuloma Viloma, pero solo en dirección izquierda-derecha. | Activa el cuerpo |
| Chandra bhedana                | "Canal lunar"                         | Es igual que el Anuloma Viloma, pero solo en dirección derecha-izquierda. | Relaja el cuerpo |
| Sama vritti                    | "Respiración equitativa"              | a) Realizar una inspiración completa, lenta y profunda, en 5 segundos. b) Retener el aire 5 segundos. c) Exhalar en 5 segundos | Calma el sistema nervioso, aumenta la concentración. |
| Brahmari                       | "Respiración de la abeja"             | | |
| Agni Prasana                   | "Inhalación de fuego"                 | Es la inhalación y exhalación rítmica muy rápida. | Dicen los practicantes que sirve para absorber calor (teyas). |
| Murcha                         | "Desmayo"                             | En una postura sentado con las piernas cruzadas, se inhala suave y profundo mientras se dobla la cabeza hacia atrás, (se acompaña con el mudra Akashi y el Shambhavi) se retiene el aire por un tiempo cómodo, se inhala y luego se regresa la cabeza a su posición inicial. | Beneficioso antes de meditar, interiorización de los sentidos, calma la mente, elimina el mal humor y las tensiones.                                                                                                   |

Nota: Los pranayamas tienen limitaciones con respecto a diferentes enfermedades o condiciones, se debe consultar con un experto en el tema si se puede o no realizar. Ejemplos en las contraindicaciones serían para las personas con ciertas enfermedades como la hipertensión, vértigo, hipertensión craneal, trastornos cardíacos, después de haber comido, o después de sentir ciertos efectos de pranayama que indican que se está haciendo de la manera incorrecta.